# Коротоякский уезд
Коротоякский уезд — административно-территориальная единица в составе Воронежской губернии, существовавшая в 1727—1923 годах. Уездный город — Коротояк.

## География
Уезд располагался в центральной части Воронежской губернии, на западе граничил с Курской губернией. Площадь уезда составляла в 1897 году 3 268,1 верст² (3 719 км²).
Река Дон прорезала уезд с севера к югу, разделяя его на 2, весьма различные по внешним очертаниям, части: большая часть площади уезда западная, по правой стороне Дона, возвышена, представляет почти непрерывный ряд невысоких горных кряжей, придающих всей местности весьма волнистый вид; высшие точки этой части: Коротояк — 560 фт. и с. Селявное 642 фт. Восточная часть площади, по левой стороне Дона, представляет равнину, только местами всхолмленную; абсолютная высота этой части уезда достигает близ северной его границы, при селе Олень-Колодезе, 536 фт.
Почва уезда преимущественно чернозёмная, местами глинистая, а у берегов Дона песчаная. Обнажения по берегам Дона принадлежат к меловой системе. Вся площадь уезда орошается системой реки Дона, который один только судоходен; все же притоки его в пределах уезда: Форостань, Вербиловка, Потудань и Тихая Сосна, принадлежащая уезду только в нижнем течении — несудоходны и не сплавны.
Из немногочисленных озёр, раскинутых в долине Дона, самое значительное Мегеново, длиной 6 вёрст, шириной 150 саженей и глубиной 4 аршина; болот нет.
Из 357068 десятин, составляющих площадь уезда, 2,1 % казённые и удельные, 10,7 % владельческих, 87,2 % крестьянских земель; 67,0 % или 242578 десятин пахотной земли, 10,1 % леса, 12,2 % сенокосной и выгона, 9,8 % неудобной земли.
2 стана, 15 волостей, 124 крестьянских поселения, 21939 крестьянский дворов; надельной земли 290566 десятин; на наличную душу приходится 4 десятин земли.

## История
Коротоякский уезд как местность вокруг города Коротояк был образован в 1727 году в составе Воронежской провинции Воронежской губернии.
В 1779 году уезд был официально оформлен в составе Воронежского наместничества (с 1796 года — Воронежской губернии).
12 февраля 1923 года уезд был упразднен. При этом Борщевская, Левороссошанская и Оськинская волости были переданы в Воронежский уезд, Колбинская, Коротоякская, Красненская, Новоуколовская, Новохворостянская, Расховецкая, Репьевская, Старобезгинская, Тресоруковская и Урывская волости — в Острогожский уезд.
30 июля 1928 года после упразднения губерний и уездов, на бывшей территории Коротоякского уезда был образован Коротоякский район Острогожского округа Центрально-Чернозёмной области.

## Население
По данным переписи 1897 года в уезде проживало 157 189 чел. В Коротояке проживало 9 355 чел.

### Языковой состав
Родной язык населения Коротоякского уезда по данным переписи 1897 года:
| Язык                       | Численность, чел. | Доля     |
| -------------------------- | ----------------- | -------- |
| Русский («великорусский»)  | 131 701           | 83,79 %  |
| Украинский («малорусский») | 25 270            | 16,08 %  |
| Другие                     | 218               | 0,13 %   |
| Итого                      | 157 189           | 100,00 % |

## Административное деление
Первоначально Коротоякский уезд разделялся на 3 стана — Девицкий, Потудонский и Уколовский.
В 1890 году в состав уезда входило 15 волостей:
| № п/п | Волость | Волостное правление | Число селений | Население |
| ----- | --- | ------------------- | ------------- | --------- |
| 1     | Боршёвская | с. Борщёво          | 3             | 7237      |
| 2     | Готовская | с. Готовье          | 6             | 7068      |
| 3     | Колбинская | сл. Колбина         | 13            | 12406     |
| 4     | Коротоякская | г. Коротояк         | 8             | 11625     |
| 5     | Красенская | с. Красное          | 10            | 13074     |
| 6     | Лево-Россошанская | с. Левая Россошь    | 6             | 10584     |
| 7     | Ново-Уколовская | с. Новоуколово      | 17            | 11090     |
| 8     | Ново-Хворостянская | с. Давыдовка        | 10            | 13347     |
| 9     | Олень-Колодезская (селение Олень-Колодезь) | с. Олень-Колодезь   | 1             | 2880      |
| 10    | Оськинская | с. Оськино          | 7             | 15823     |
| 11    | Расховецкая | с. Расховец         | 6             | 9981      |
| 12    | Репьёвская | сл. Репьёвка        | 9             | 14052     |
| 13    | Старо-Безгинская (селения Боровое, Зубов, Лубяной Малая Ивановка, Николаевка, Плюхино, Попасный, Покровское (ныне Старая Безгинка, Семёновское, Становое, Старая Безгинка (ныне Большая Ивановка)) | сл. Покровская      | 11            | 6713      |
| 14    | Тресоруковская | с. Тресоруково      | 8             | 10218     |
| 15    | Урывская | сл. Урыв            | 10            | 10629     |

В 1913 году в уезде было 14 волостей, упразднена Олень-Колодезская волость (территория (селение Олень-Колодезь) передана в Левороссошанскую волость).

## Населённые пункты
По переписи 1897 года наиболее крупные населённые пункты уезда:
| - город Коротояк — 9355 чел.; - сл. Урыв-Покровка — 4924 чел.; - с. Левая Россошь — 4736 чел.; - с. Репьёвка — 4368 чел.; - с. Новая Хворостань — 3877 чел.; - с. Борщёво — 3467 чел.; - с. Яблочное — 3221 чел.; - с. Платава — 3079 чел.; | - с. Сторожевое — 2939 чел.; - с. Олень-Колодезь — 2908 чел.; - с. Тресоруково — 2832 чел.; - с. Дракино — 2815 чел.; - с. Лесное Уколово — 2793 чел.; - с. Оськино — 2761 чел.; - с. Красное — 2671 чел.; - с. Архангельское — 2655 чел.; | - с. Аношкино — 2568 чел.; - с. Быково — 2260 чел.; - с. Расховецкое — 2076 чел.; - с. Афанасьевское — 2072 чел.; - с. Осадчее — 2070 чел.; - с. Девица — 2043 чел.; - с. Ураково — 2015 чел.; |

## Экономика
Главное занятие жителей — хлебопашество и переработка сельскохозяйственных продуктов. 61982 лошади, 43620 крупного рогатого скота, 130140 простых овец. Частных конских заводов 6, с 9 жеребцами и 55 матками; разводятся рысистые и упряжные лошади.
Мельниц ветряных 969, водяных — 49, маслобоен — 40; 130 разных других заводов, в том числе 57 хлеборушек, 5 поташных и 28 кирпичных заводов, с 450 рабочими и с оборотом в 196 тыс. рублей.
Ярмарок (без города) 20, на которые привозится на 1/2 млн и продаётся на 1/4 млн рублей. Самая значительная ярмарка — в селе Старой Хворостани; привозится на 167 тысяч р., продается на 55 т. р.
В начале XX века в уезде стали разводить анис и подсолнечник, для местных маслобоен. Прибрежные жители занимаются рыболовством в Дону.

## Климат
По метеорологическим наблюдениям, производимым в с. Старой Хворостани, среднее годичное количество осадков в уезде 287 мм, число дней с осадками 37, со снегом — 13, с градом — 1.

## Здания
34 каменных и 39 деревянных православных храмов; народных школ 58, из них 24 земских, 19 церковно-приходских, 12 школ грамоты и 3 разных; в них обучалось 3338 детей об. п. Доход земства 62448 р.; из них израсходовано на содержание земского управления 3877 р., на народное образование 10000 p., на врачебную часть 22688 р., на благотворительность 300 р. Долгов за земством 15000 р. Земских больниц 2, на 42 кровати; из них одна в городе Коротояке.